# Solução do vácuo
Uma solução de vácuo é uma solução de uma equação de campo em que as fontes de campo são tomadas como idênticas a zero. Ou seja, as tais equações de campo são escritas sem interação da matéria.

## Exemplos
Na teoria de Maxwell de eletromagnetismo, uma solução de vácuo que representaria o campo eletromagnético em uma região do espaço onde não existem fontes eletromagnéticas (cargas e correntes elétricas), ou seja, onde o atual quadrivetor desaparece:
{\displaystyle J^{a}=0}
A teoria de Einstein da relatividade geral, onde uma solução de vácuo  que representa o campo gravitacional em uma região do espaço-tempo onde não há nenhuma fonte gravitacionais (massas), isto é, onde o tensor energia-impulso desaparece:
{\displaystyle T_{ab}=0}
Kaluza-Klein equações de campo do vácuo (estático).
Solução do vácuo de Kasner.